# 王訓
王 訓（おう くん、511年 - 536年）は、南朝梁の官僚。美男子で知られた。字は懐範。小字は文殊。本貫は琅邪郡臨沂県。

## 経歴
王暕の子として生まれた。紫胞にくるまって産まれたので、巫婆が「法、貴かるべし」と占った。幼くして聡明で機知に富み、見識と度量を備えた。何胤は王訓に会うと、これを奇とした。僧の恵超は王訓に会うと、「四郎どのは眉目さわやかで、挙動は調和しており、これは門戸を興隆させる者である」と門人の羅智国に評した。普通4年（523年）、王暕が死去すると、王訓は悲しみのあまりに痩せ衰えたが、家人にそれを悟らせなかった。普通7年（526年）、文徳殿に召し出されて武帝の謁見を受けると、その応対は爽やかで透きとおっていた。武帝は長いあいだ王訓を観察していたが、振り返って「相門の相ありというべし」と朱异にいった。王訓は国子生に補任され、袁昂に師事した。試験で高い成績をおさめて、秘書郎に任じられた。太子舎人・秘書丞に転じた。宣城王蕭大器の下で文学や友をつとめ、皇太子蕭綱の下で太子中庶子をつとめて、記録を管掌した。まもなく侍中に転じ、入朝して武帝の謁見を受けると、武帝は「褚彦回（褚淵）はいくつのときに宰相になったか」と何敬容に訊ねた。何敬容が「30を少し過ぎていました」と答えると、武帝は「今の王訓は、彦回に劣らない」と評した。
王訓は容姿と振る舞いが美しく、進退の挙措にすぐれていた。作る文章もまた美しく、後進の領袖となった。このため皇太子蕭綱に特別な厚遇を受けた。大同2年（536年）、在官のまま病没した。享年は26。本官を追贈された。諡は温子といった。

## 伝記資料
- 『梁書』巻21 列伝第15
- 『南史』巻22 列伝第12